# Timandra
Timandra is een geslacht van vlinders uit de familie van de spanners (Geometridae).

## Soorten
- Timandra amaturaria Walker, 1866
- Timandra apicirosea (Prout, 1935)
- Timandra comae Schmidt, 1931
- Timandra commixta Warren, 1895
- Timandra comptaria (Walker, 1863)
- Timandra convectaria Walker, 1861
- Timandra correspondens Hampson, 1895
- Timandra dichela (Prout, 1935)
- Timandra extremaria Walker, 1861
- Timandra griseata Petersen, 1902
- Timandra nelsoni Prout, 1918
- Timandra obsoleta Warren, 1897
- Timandra oligoscia Prout, 1918
- Timandra paralias (Prout, 1935)
- Timandra punctinervis Prout, 1916
- Timandra recompta (Prout, 1930)
- Timandra rectistrigaria (Eversmann, 1851)
- Timandra responsaria Moore, 1888
- Timandra ruptilinea Warren, 1897
- Timandra sakishimensis Inoue, 1971
- Timandra synthaca (Prout, 1938)